# Dracula circe
Dracula circe     é uma espécie de orquídea epífita de crescimento cespitoso cujo gênero é proximamente relacionado às Masdevallia, parte da tribo Pleurothallidinae. Esta espécie é endêmica de Antioquia na Colômbia, onde habita florestas úmidas e nebulosas.
Supostamente é um híbrido natural que ocorreu espontaneamente nas estufas de colecionadores colombianos. Nunca foi coletada na natureza e seus possíveis pais são desconhecidos pois eram numerosas as espécies cultivadas nos locais onde surgiram.